# Isomira murina
Isomira murina är en skalbaggsart som först beskrevs av Carl von Linné 1758.  Isomira murina ingår i släktet Isomira, och familjen svartbaggar. Arten är reproducerande i Sverige.